# Cầu diệp phương đông
Cầu diệp phương đông (danh pháp hai phần: Bulbophyllum orientale) là một loài phong lan thuộc chi Bulbophyllum. Loài này phân bố ở Trung Quốc (tỉnh Vân Nam), Thái Lan, Việt Nam.